# 大門銀行
大門銀行は1900年（明治33年）4月、東京市浅草区聖天町（現在の台東区浅草7丁目周辺）に資本金10万円で設立された銀行。設立当初は吾妻銀行と称していたが、1902年（明治35年）6月埼玉県北足立郡大門村（埼玉県さいたま市緑区大門）に移転、大門銀行と改称した。

## 沿革
北足立郡大門村は江戸から日光へと至る日光街道の脇街道である日光御成街道（岩槻街道）の宿場、大門宿が置かれ江戸時代から栄えた村である。時節、陸上交通が鉄道、馬車にとって替わられ、大門村が東京から20km圏内で東京から極めて近く、宿駅としての機能は次第に失われてきた。1902年（明治35年）6月、東京市下谷区上野町にて東京支店を設置していた。業況が良くなかったらしく1903年（明治36年）、東京支店を廃止した。このときの主要勘定は資本金10万円（うち払込45,000円）、積立金490円、預金19,038円、貸付金17,131円であった。 このとき日本国内は鉄道敷設ブームというべき運動・啓蒙活動が日本全国中、展開していた。大門村も御多分にもれず1922年（大正11年）5月蓮田から神根（現在の埼玉県川口市石神）まで武州鉄道の固定貸しを金30,492円を融資したようである。この固定貸しが仇となり、営業困難となった。1922年（大正11年）末、鴻巣銀行の傘下に入ったようである。傘下に入った鴻巣銀行が1923年（大正12年）5月21日休業し、翌々日の23日から休業を余儀なくされた。その後役員の私財提供により預金50円以下は全額支払い、100円未満は50円支払い、100円以上は6ヶ月据置のうえ暫時支払うという再建案によって6月8日営業再開したがそのあと、上記の条件が履行されず1929年（昭和4年）3月23日に解散した。